# Syrrhopodon hongkongensis
Syrrhopodon hongkongensis är en bladmossart som beskrevs av Zhang Li in Zhang Li, Corlett och Chau 1999. Syrrhopodon hongkongensis ingår i släktet Syrrhopodon och familjen Calymperaceae. Inga underarter finns listade i Catalogue of Life.